# Declínio do Império Otomano
O declínio do Império Otomano é um período marcado por problemas políticos e econômicos que se estende de 1828 seguindo o período de estagnação até 1908 com o início do período de dissolução do Império. Neste período há influência do imperialismo russo e a tentativa de alcançar o ocidente com várias reformas políticas e administrativas.